# 東峰
東峰（1980年5月12日—），中國男子舉重運動員，出生於遼寧。

## 生涯
東峰於1998年時在瀋陽市鐵溪區業餘體育學校，並於1993年晉升至遼寧省業餘體育學校。4年後，成為了遼寧舉重隊一員。2001年，他被提拔至國家隊中，馮昌謙為他的教練。
2001年，東峰在全國錦標賽中奪挺舉與總成績兩項冠軍。兩年後，他再次在同一賽事中贏得同樣的冠軍。而在2005年10月，東峰代表遼寧於南京十運會中參與舉重項目的男子105公斤級以上小項，最終以437.5公斤的總成績奪得該屆全運會的最後一面舉重金牌。
2006年4月，在南寧舉行全國錦標賽中，東峰於男子105公斤級以上小項以420公斤的總成績贏得錦標。5個月後的世界錦標賽中，他於男子105公斤級以上小項取得了挺舉項目的銀牌以及總成績的銅牌。

## 資料來源
1. ↑  遼寧選手東峰奪得男子舉重最後一枚金牌
2. ↑  . 搜狐体育.   [2022-03-09]. （原始内容存档于2022-03-09）.